# Вренешть (Румунія)
Вренешть, Вренешті (рум. Vrănești) — село у повіті Арджеш в Румунії. Входить до складу комуни Келінешть.
Село розташоване на відстані 97 км на північний захід від Бухареста, 10 км на схід від Пітешть, 110 км на північний схід від Крайови, 102 км на південний захід від Брашова.

## Населення
За даними перепису населення 2002 року у селі проживали 1235 осіб, усі — румуни. Усі жителі села рідною мовою назвали румунську.